# Pylaisia obtusa
Pylaisia obtusa är en bladmossart som beskrevs av Lindberg 1872. Pylaisia obtusa ingår i släktet aspmossor, och familjen Hypnaceae. Inga underarter finns listade i Catalogue of Life.